# Esquí de fons als Jocs Olímpics d'hivern de 2006 - 30 quilòmetres femenins
Als Jocs Olímpics d'Hivern de 2006 celebrats a la ciutat de Torí (Itàlia) es disputà una prova de 30 quilòmetres en estil lliure d'esquí de fons en categoria femenina, que unida a la resta de proves conformà el programa oficial dels Jocs.
Aquesta prova es disputà el 24 de febrer de 2006 a les instal·lacions esportives de Pragelato.
Sobre un recorregut de 30 quilòmetres es realitzà una sortida massiva de totes les esquiadores per tal de fer el recorregut en estil lliure.

## Resum de medalles
| Or                  | Argent          | Bronze            |
| Kateřina Neumannová | Iúlia Txepàlova | Justyna Kowalczyk |

## Resultats

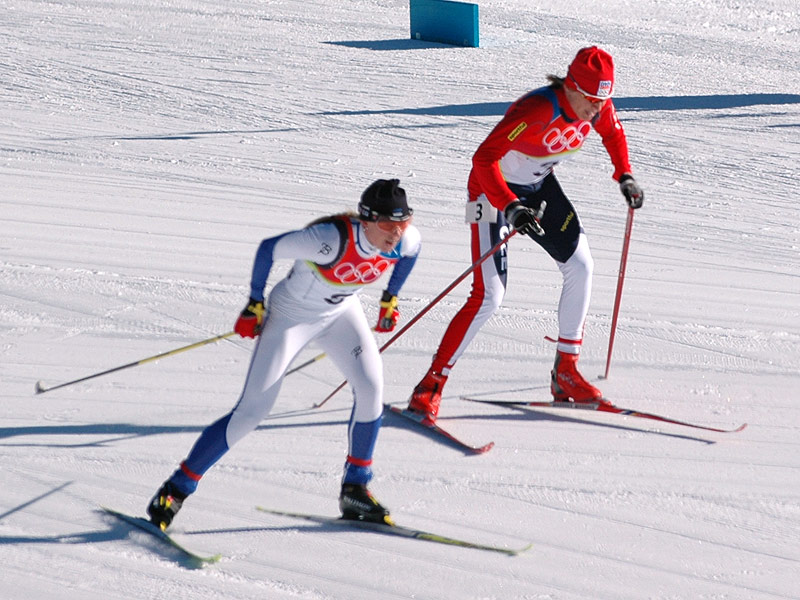
Katerina Neumannova i Kristina Šmigun.

| Pos. | Nom                         | CON             | Temps        |
| ---- | --------------------------- | --------------- | ------------ |
| 1    | Katerina Neumannova         | Txèquia         | 1:22:25.4    |
| 2    | Julija Tchepalova           | Rússia          | 1:22:26.8    |
| 3    | Justyna Kowalczyk           | Polònia         | 1:22:27.5    |
| 4    | Kristin Stormer Steira      | Noruega         | 1:22:40.8    |
| 5    | Gabriella Paruzzi           | Itàlia          | 1:23:00.8    |
| 6    | Claudia Kuenzel             | Alemanya        | 1:23:02.1    |
| 7    | Valentina Shevchenko        | Ucraïna         | 1:23:07.9    |
| 8    | Kristina Šmigun             | Estònia         | 1:23:22.5    |
| 9    | Olga Savialova              | Rússia          | 1:23:28.5    |
| 10   | Sabina Valbusa              | Itàlia          | 1:23:37.6    |
| 11   | Karine Philippot            | França          | 1:24:06.1    |
| 12   | Arianna Follis              | Itàlia          | 1:24:46.1    |
| 13   | Evi Sachenbacher Stehle     | Alemanya        | 1:25:15.8    |
| 14   | Petra Majdic                | Eslovènia       | 1:25:22.5    |
| 15   | Oxana Jatskaja              | Kazakhstan      | 1:25:30.5    |
| 16   | Natascia Leonardi Cortesi   | Suïssa          | 1:25:32.0    |
| 17   | Aino Kaisa Saarinen         | Finlàndia       | 1:25:41.8    |
| 18   | Olga Moskalenko-Rotcheva    | Rússia          | 1:25:45.0    |
| 19   | Elena Kolomina              | Kazakhstan      | 1:26:06.4    |
| 20   | Stefanie Boehler            | Alemanya        | 1:26:19.2    |
| 21   | Evgenia Medvedeva-Abruzova  | Rússia          | 1:26:28.1    |
| 22   | Vita Jakimchuk              | Ucraïna         | 1:26:32.2    |
| 23   | Riitta Liisa Lassila        | Finlàndia       | 1:26:55.4    |
| 24   | Kristin Murer Stemland      | Noruega         | 1:27:05.9    |
| 25   | Chizuru Sontea              | Japó            | 1:27:25.8    |
| 26   | Ludmila Shablouskaya        | Belarús         | 1:27:44.4    |
| 27   | Ivana Janeckova             | Txèquia         | 1:27:55.7    |
| 28   | Britta Norgren              | Suècia          | 1:28:21.9    |
| 29   | Ella Gjomle                 | Noruega         | 1:28:28.2    |
| 30   | Anna-Karin Strömstedt       | Suècia          | 1:28:29.4    |
| 31   | Kamila Rajdlova             | Txèquia         | 1:28:38.6    |
| 32   | Sarah Konrad                | Estats Units    | 1:28:39.2    |
| 33   | Li Hongxue                  | R.P. de la Xina | 1:28:49.8    |
| 34   | Olga Vasiljonok             | Belarús         | 1:29:22.8    |
| 35   | Alena Sannikova             | Belarús         | 1:29:30.4    |
| 36   | Elodie Bourgeois Pin        | França          | 1:29:37.6    |
| 37   | Sumiko Yokoyama             | Japó            | 1:29:41.3    |
| 38   | Natalya Issachenko          | Kazakhstan      | 1:30:04.3    |
| 39   | Helena Balatkova Erbenova   | Txèquia         | 1:30:20.6    |
| 40   | Svetlana Malahova-Shishkina | Kazakhstan      | 1:30:41.5    |
| 41   | Tatjana Mannima             | Estònia         | 1:30:42.1    |
| 42   | Kateryna Grygorenko         | Ucraïna         | 1:31:36.9    |
| 43   | Rebecca Dussault            | Estats Units    | 1:31:43.3    |
| 44   | Viktoria Lopatina           | Belarús         | 1:31:47.3    |
| 45   | Liu Yuanyuan                | R.P. de la Xina | 1:32:00.9    |
| 46   | Huo Li                      | R.P. de la Xina | 1:32:28.8    |
| 47   | Abby Larson                 | Estats Units    | 1:32:51.9    |
| 48   | Nicole Fessel               | Alemanya        | 1:34:06.2    |
| 49   | Kelime Aydin                | Turquia         | 1:34:07.2    |
| 50   | Monika Gyorgy               | Romania         | 1:35:25.4    |
| —    | Virpi Kuitunen              | Finlàndia       | no finalitzà |
| —    | Lina Andersson              | Suècia          | no finalitzà |
| —    | Kati Venalainen             | Finlàndia       | no finalitzà |
| —    | Antonella Confortola        | Itàlia          | no finalitzà |
| —    | Irina Terentjeva            | Lituània        | no finalitzà |
| —    | Maja Benedicic              | Eslovènia       | no finalitzà |
| —    | Lee Chae-Won                | Corea del Sud   | no finalitzà |
| —    | Kaili Sirge                 | Estònia         | no finalitzà |
| —    | Man Dandan                  | R.P. de la Xina | no finalitzà |
| —    | Lindsey Weier               | Estats Units    | no finalitzà |
| —    | Marina Malets Lisogor       | Ucraïna         | no finalitzà |
| —    | Milaine Theriault           | Canadà          | no finalitzà |